# 和佐站

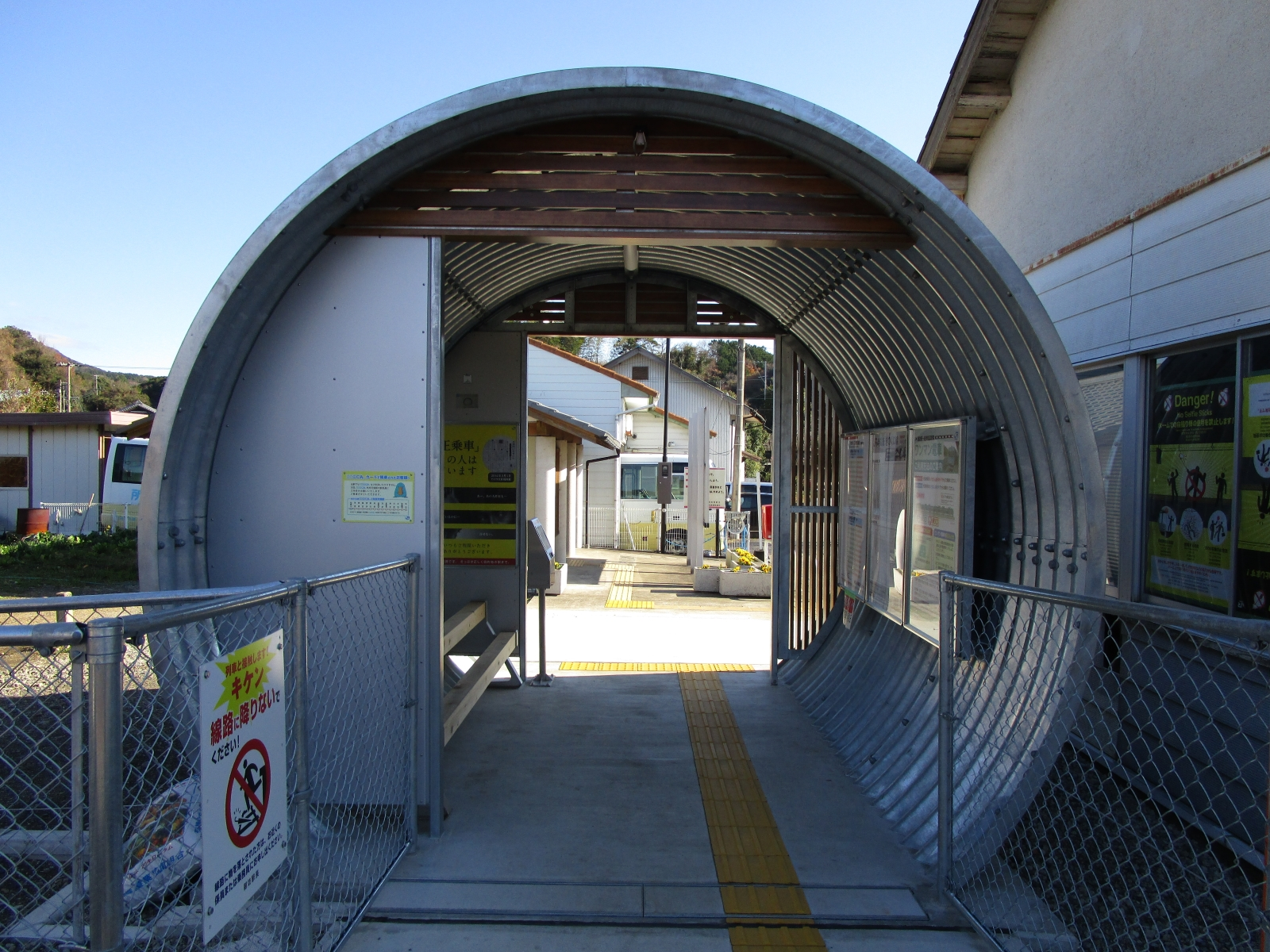
從車站望向車站大樓

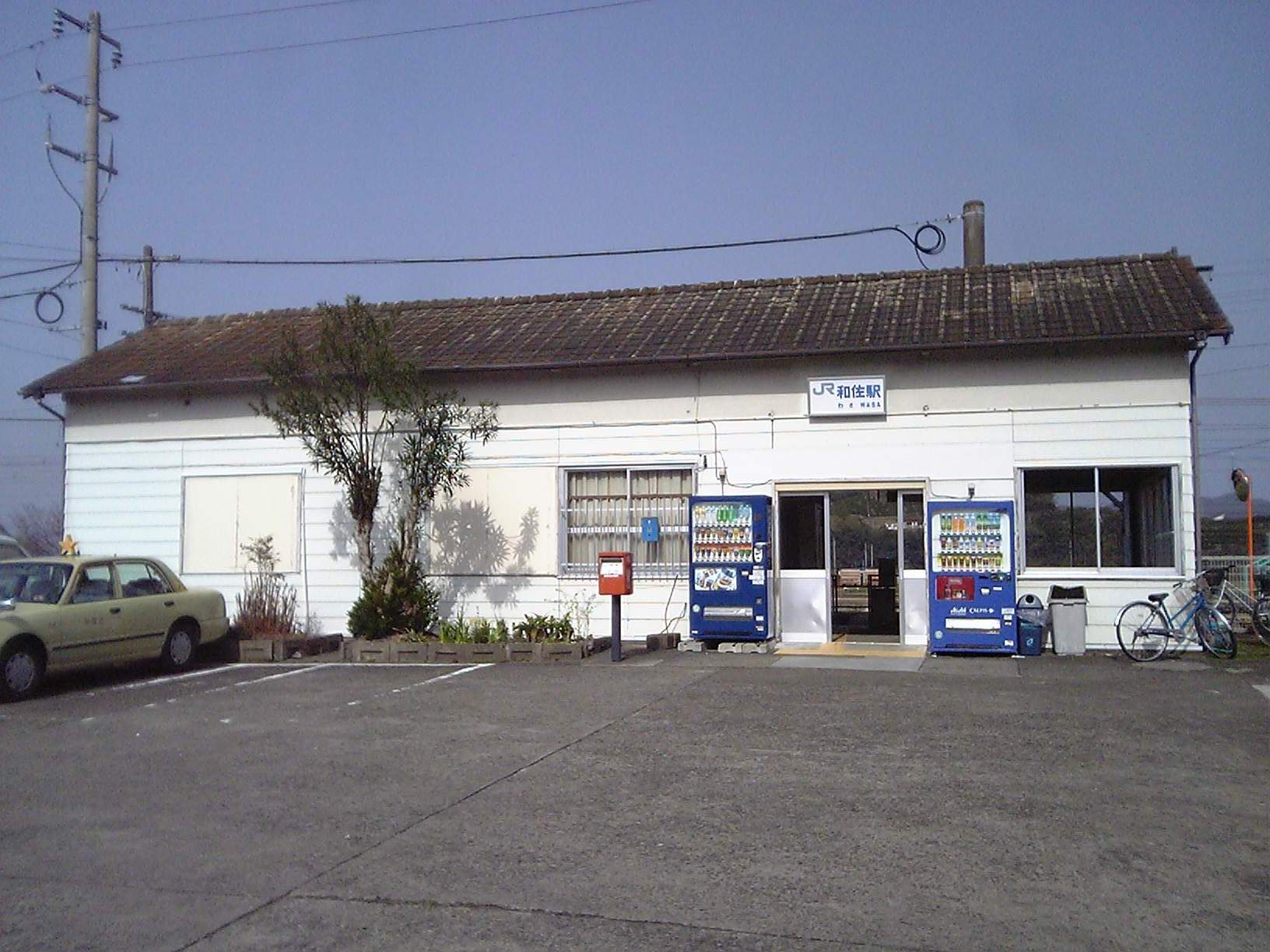
舊車站大樓（2010年3月14日）

和佐站（日语：／ Wasa eki */?）是位於和歌山縣日高郡日高川町大字和佐，西日本旅客鐵道（JR西日本）的紀勢本線（紀國線）車站。

## 歷史
- 1930年（昭和5年）12月14日 - 國鐵紀勢西線御坊站至印南站開通，此站啟用[1]。
- 1959年（昭和34年）7月15日 - 三木里站至新鹿站之間開通，同時路線改名為紀勢本線[1]。
- 1985年（昭和60年）3月14日 - 成為無人車站[2]。
- 1987年（昭和62年）4月1日 - 伴隨國鐵分割民營化，車站由西日本旅客鐵道（JR西日本）營運[1]。
- 2016年（平成28年）10月1日 - 新車站大橋開始使用[3]。
- 2020年（令和2年）3月14日 - 車站可以使用「ICOCA」等交通系IC卡[4]。

## 車站構造
車站為地面車站，設有1面1線的單式月台和1面2線的島式月台，共設有2面3線的混合式月台，在單式月台（1號月台）側設有車站大樓。設有跨線橋連接島式月台（2、3號月台）。車站大樓是使用一個波紋管的建築物。車站由御坊站管理的無人車站，沒有設置自動售票機。在2016年9月前，車站大樓是一座木造的建築物，隨著新車站大樓落成而封閉。
2016年10月，現時的車站大樓已經落成，該大樓從同年7月下旬開始建造，只需兩個半月便完成，車站使用波紋的管道設計簡泊。新車站大樓的設計和施工由JR西日本建設和歌山分店負責。管道直俓3.5米，長3.7米，部分管邊埋在地底以作固定，由於此建築物只佔10平方米以下，由於不需要申請建築確認。廁所位於車站大樓旁邊。

### 月台
| 月台 | 路線   | 方向               | 備註                    |
| ---- | ------ | ------------------ | ----------------------- |
| 1    | 紀國線 | 紀伊田邊、新宮方向 | 部分列車使用為2號月台   |
| 2、3 | 紀國線 | 和歌山、天王寺方向 | 2號月台只有待避列車使用 |

- 以上的路線名是使用旅客資訊上的名稱（愛稱）。
- 1號月台為上行本線，下行本線為3號月台，通常列車會使用以上月台。2號月台為上下線共用的待避線（中線）。截至2015年3月14日，在車站時間運行方面，只有和歌山方向的列車需要進行特急待避。同時也會有向紀伊田邊方向的部分路軌維護車輛停在月台上。

在川邊天文公園啟用後，在1995年4月20日至1999年5月時間表修正前，上午設有於此站折返的列車。從新大阪出發的快速列車前往御坊站後臨時延長至此站。

## 使用狀況
以下列出近年1日平均乘車人次。
| 年度   | 一日平均 乘車人次 |
| ------ | ----------------- |
| 1998年 | 78                |
| 1999年 | 75                |
| 2000年 | 73                |
| 2001年 | 62                |
| 2002年 | 57                |
| 2003年 | 69                |
| 2004年 | 82                |
| 2005年 | 83                |
| 2006年 | 84                |
| 2007年 | 84                |
| 2008年 | 85                |
| 2009年 | 73                |
| 2010年 | 76                |
| 2011年 | 74                |
| 2012年 | 75                |
| 2013年 | 79                |
| 2014年 | 78                |
| 2015年 | 75                |
| 2016年 | 77                |
| 2017年 | 71                |

## 車站周邊
- 和歌山南陵高等學校（日语：和歌山南陵高等学校）
- 日高川町立丹生中學
- 日高川町立和佐小學
- 日高川町立江川小學
- 丹生郵局
- 川邊天文公園（日语：かわべ天文公園）
- 川邊網球公園
- 日高川（日语：日高川）

## 巴士路線
日高川町乘合的士　土生、山野線
- 前往山野公園行/經日高川町政廳前前往A-Coop川邊店（每日設有2往返班次，在假日暫停服務。按需求提供服務）

往山野公園的第1班的士可於山野公園轉乘前往市川、大瀧川或三津之川

## 相鄰車站
西日本旅客鐵道
 紀國線（紀勢本線）
■快速、■普通
稻原－和佐－道成寺

## 注腳
1. 1 2 3 4  曾根悟（監修）. 朝日新聞出版分冊百科編集部（編集） , 编. . 朝日百科週刊. 25號 紀勢本線、參宮線、名松線. 朝日新聞出版. 2010-01-10: 19–21.
2. ↑  日本國有鐵道公示S60.3.12公181
3. 1 2 3  大野雅人. . 日經商業出版社. 2016-10-24  [2016-10-25]. （原始内容存档于2017-08-26）.
4. ↑  ２０２０年春ダイヤ改正について （页面存档备份，存于） JR西日本和歌山分社 2019年12月13日發布，2020年3月7日參閱
5. ↑  『和歌山縣統計年鑑』及『和歌山縣公共交通機關等資料集』

## 外部連結
- 和佐｜車站資訊：JR出門網 - 西日本旅客鐵道